# Willy Blain
Willy Blain (Le Tampon, Reunión, 24 de abril de 1978) es un deportista francés que compitió en boxeo.
Ganó tres medallas en el Campeonato Mundial de Boxeo Aficionado entre los años 1999 y 2003, y tres medallas en el Campeonato Europeo de Boxeo Aficionado entre los años 2000 y 2004.
Participó en dos Juegos Olímpicos de Verano, en los años 2000 y 2004, ocupando el quinto lugar en Atenas 2004, en el peso superligero.
En noviembre de 2004 disputó su primera pelea como profesional. En su carrera profesional tuvo en total 27 combates, con un registro de 25 victorias y 2 derrotas.

## Palmarés internacional
| Campeonato Mundial | Campeonato Mundial       | Campeonato Mundial | Campeonato Mundial |
| Año                | Lugar                    | Medalla            | Categoría          |
| ------------------ | ------------------------ | ------------------ | ------------------ |
| 1999               | Houston (Estados Unidos) | Medalla de plata   | 63,5 kg            |
| 2001               | Belfast (Reino Unido)    | Medalla de bronce  | 63,5 kg            |
| 2003               | Bangkok (Tailandia)      | Medalla de oro     | 64 kg              |
| Campeonato Europeo |                          |                    |                    |
| Año                | Lugar                    | Medalla            | Categoría          |
| 2000               | Tampere (Finlandia)      | Medalla de bronce  | 63,5 kg            |
| 2002               | Perm (Rusia)             | Medalla de plata   | 63,5 kg            |
| 2004               | Pula (Croacia)           | Medalla de bronce  | 64 kg              |